# Arbelodes sebelensis
Arbelodes sebelensis is een vlinder uit de familie van de Metarbelidae. De wetenschappelijke naam van de soort is voor het eerst gepubliceerd in 2010 door Ingo Lehmann.
Deze soort komt voor in Botswana en Zuid-Afrika.